# Mark Loretta
Mark David Loretta (Santa Mónica, California, 14 de agosto de 1971), más conocido como Mark Loretta, es un exjugador profesional estadounidense de béisbol que se desempeñó en la posición de segunda base en las Grandes Ligas de Béisbol (MLB). Logró obtener un Bate de Plata.

## Carrera
Loretta jugó como profesional ocho temporadas en Milwaukee Brewers (1995-2002), después pasó por varios equipos, Houston Astros (2002), San Diego Padres (2003-2005), Boston Red Sox (2006), Houston Astros (2007-2008), y finalmente, se unió a Los Angeles Dodgers, donde jugó una temporada (2009), y fue el equipo en el que se retiró.

## Premios
Fue galardonado con el Bate de Plata en una oportunidad (2004).